# Зедлак, Фриц
Фриц Зедлак (нем. Fritz Sedlak; 2 июля 1895, Вена — 18 декабря 1977, там же) — австрийский скрипач.

## Биография
В Первую мировую войну служил в офицерском звании на Восточном фронте, попал в российский плен.
В 1922 г. был (наряду с Вальтером Гизекингом, Йожефом Сигети и другими будущими звёздами исполнительского искусства) среди участников Международной недели камерной музыки в Зальцбурге под руководством Рихарда Штрауса. 
В 1920-е гг. участвовал в работе общества «Сецессион Грац», знакомившего слушателей Граца с новейшей музыкой, основал свой струнный квартет, известный в межвоенной Австрии как Квартет Зедлака-Винклера (Вильгельм Винклер играл на виолончели). 
В 1922—1965 гг. играл в составе Венского филармонического оркестра, с 1945 г. концертмейстер, в отдельных случаях выступал и как дирижёр. Согласно воспоминаниям многих коллег-музыкантов, Зедлак был ключевой фигурой в оркестре во время последних дней Второй мировой войны, когда венское военное командование сформировало из оркестрантов отряд гражданской самообороны и поставило во главе отряда Зедлака, поскольку он со времён предыдущей войны знал русский язык и имел русскую жену. В известной записи арии «L’amerò, sarò costante» из арии Моцарта «Царь-пастух» в исполнении Элизабет Шварцкопф Зедлак исполняет сольную скрипичную партию.